# جون كافناغ
جون كافناغ (بالإنجليزية: John Patrick Kavanagh)‏ هو قسيس نيوزيلندي، ولد في 30 أبريل 1913 في Hāwera ‏ في نيوزيلندا، وتوفي في 10 يوليو 1985 في دنيدن في نيوزيلندا.